# In My Remains
"In My Remains" (tựa đề gốc: "One Forty") là một bài hát của ban nhạc rock người Mỹ Linkin Park trong album phòng thu thứ 5 của họ, Living Things. Nó đã lọt vào Bảng xếp hạng đĩa đơn của Đức ở vị trí thứ 83, mặc dù nó chưa từng được phát hành dưới dạng đĩa đơn. Bài hát được sáng tác bởi ban nhạc và được sản xuất bởi giọng ca chính Mike Shinoda và Rick Rubin.

## Biên soạn
"In My Remains" có giai điệu piano và nhịp trống quân sự, cũng như nhịp điệu tiết tấu trung bình. Bài hát đã được đem so sánh với dự án phụ Dead by Sunrise của Chester Bennington ở phần bridge. AltSounds mô tả bài hát là "một giai điệu rock thoải mái quen thuộc với những phần hook bắt tai và những hợp âm piano đầy cảm xúc trên những nhịp trống đủ dày".

## Đón nhận
Loudwire ca ngợi phần trình diễn của Rob Bourdon trong bài hát, gọi ông là "một anh hùng thầm lặng trong đĩa nhạc này, với một đoạn breakdown chắc tay trong bài 'In My Remains'". Country Times ca ngợi bài hát, nói rằng "bài hát được dựng lên rất khéo léo và sẽ là bản nhạc tuyệt vời cho nhạc phim Transformers tiếp theo". Asian Age nhận xét rằng bài hát "có thể dễ dàng trở thành nhạc phim siêu anh hùng, khi âm thanh guitar đệm nặng nề của họ kết hợp tốt với giọng hát mạnh mẽ của Bennington và những đoạn điệp khúc lớn. Mọi người cũng cho rằng nó có thể được sử dụng làm nhạc phim du hành vũ trụ".

## Nhân sự
- Chester Bennington - giọng ca chính
- Mike Shinoda - đàn organ, hát, guitar đệm, piano
- Brad Delson - guitar chính, hát bè
- Dave Farrell - guitar bass, hát bè
- Joe Hahn - bàn xoay, sampler
- Rob Bourdon - trống, bộ gõ

## Xếp hạng
| Bảng xếp hạng (2012)                        | Vị trí cao nhất |
| ------------------------------------------- | --------------- |
| Pháp (SNEP)                                 | 151             |
| Đức (Media Control AG)                      | 83              |
| UK Rock (Công ty Bảng xếp hạng Chính thức)  | 10              |
| Bài hát kỹ thuật số Rock Hoa Kỳ (Billboard) | 33              |